# Ursula Schucht
Ursula Schucht (* 1942) ist eine deutsche Schauspielerin und Hörspielsprecherin.

## Leben
Ursula Schucht studierte von 1961 bis 1964 an der Staatlichen Schauspielschule Berlin. Über das Theater der Stadt Nordhausen, das Gerhart-Hauptmann-Theater Görlitz-Zittau, die Tourneetheater der Landesbühnen Sachsen in Radebeul und der Badischen Landesbühne in Bruchsal kam sie 2019 zum ersten Mal an das Staatsschauspiel Dresden.
Während ihres Engagements am Gerhart-Hauptmann-Theater Görlitz-Zittau leitete sie, ab der Gründung 1973, gemeinsam mit ihrem Schauspielkollegen Werner Gaertner das mehrfach ausgezeichnete Arbeiterjugendtheater des VEB Bergmann Borsig/Görlitzer Maschinenbau, bei dem sie auch Regie führten.
Ursula Schucht war mit dem Schauspieler Harald Warmbrunn (1933–2020) verheiratet. Beide lebten in Berlin und Dresden.

## Filmografie
- 1975: Polizeiruf 110: Heiße Münzen (Fernsehreihe)
- 1989: Polizeiruf 110: Trio zu viert
- 2000: In aller Freundschaft (Fernsehserie, 1 Episode)
- 2003: Schultze Gets the Blues
- 2004: Polizeiruf 110: Rosentod
- 2006: Schröders wunderbare Welt
- 2009: Tatort: Schwarzer Peter (Fernsehreihe)

## Theater

### Schauspielerin
- 1967: Jewgeni Schwarz: Der Drache (Elsa) – Regie: Dieter Steinke (Theater der Stadt Nordhausen)
- 1967: Bertolt Brecht/Kurt Weill: Die Dreigroschenoper (Polly) – Regie: Dieter Steinke (Theater der Stadt Nordhausen – Außenstelle Kulturhaus Heilbad Heiligenstadt)
- 1969: Bertolt Brecht: Der kaukasische Kreidekreis (Grusche) – Regie: Klaus Erforth/Alexander Stillmark (Gerhart-Hauptmann-Theater Görlitz-Zittau)
- 1970: Friedrich Schiller: Kabale und Liebe – Regie: Kurt Reginbogin (Gerhart-Hauptmann-Theater Görlitz-Zittau)
- 1973: Rudi Strahl: Keine Leute, keine Leute – Regie: Jürgen Raulin (Gerhart-Hauptmann-Theater Görlitz-Zittau)
- 1975: Aleksander Fredro: Die Jovialskis – Regie: Christian Bleyhoeffer (Gerhart-Hauptmann-Theater Görlitz-Zittau)
- 1978: Helmut Käutner: Das Glas Wasser – Regie: Werner Gaertner (Gerhart-Hauptmann-Theater Görlitz-Zittau)
- 1981: Dario Fo: Bezahlt wird nicht! – Regie: Werner Gaertner (Gerhart-Hauptmann-Theater Görlitz-Zittau)
- 1982: Bertolt Brecht: Der gute Mensch von Sezuan – Regie: Renate-Louise Frost (Gerhart-Hauptmann-Theater Görlitz-Zittau)
- 1983: Alexander Ostrowski: Wie man Karriere macht oder Klugheit schützt vor Torheit nicht – Regie: Renate-Louise Frost (Gerhart-Hauptmann-Theater Görlitz-Zittau)
- 1983: Waleri Agranowski: Kümmert Euch um Malachow (Journalistin) – Regie: Renate-Louise Frost (Gerhart-Hauptmann-Theater Görlitz-Zittau)
- 1983: Wolfgang Borchert Draußen vor der Tür (Jungfer mit dem Papagei) – Regie: Renate-Louise Frost (Gerhart-Hauptmann-Theater Görlitz-Zittau)
- 1984: Molière: Tartuffe Regie: Rainer Eigendorff (Gerhart-Hauptmann-Theater Görlitz-Zittau)
- 1987: Max Frisch: Biedermann und die Brandstifter – Regie: Günter Falkenau (Landesbühnen Sachsen Radebeul)
- 1991: Molière: Tartuffe Regie: Horst Schönemann (Landesbühnen Sachsen Radebeul)
- 1993: Franz und Paul von Schönthan: Der Raub der Sabinerinnen – Regie: Harald Warmbrunn (Landesbühnen Sachsen Radebeul)
- 1996: Neil Simon: Sunny Boys – Regie: Lutz Schäfer (Landesbühnen Sachsen Radebeul)
- 1996: John Kander/ Joe Masteroff: Cabaret – Regie: Andreas Knaup (Landesbühnen Sachsen Radebeul)
- 1996: Götz Loepelmann/Astrid Windorf nach Karl May: Waldröschen (ältere Rosa de Rodriganda) – Regie: Carsten Ramm (Landesbühnen Sachsen Radebeul)
- 1997: Gerhart Hauptmann: Der Biberpelz (Mutter Wolfen) – Regie: Horst Schönemann (Landesbühnen Sachsen Radebeul)
- 1998: Bertolt Brecht: Herr Puntila und sein Knecht Matti – Regie: Horst Schönemann (Landesbühnen Sachsen Radebeul)
- 2001: Olaf Hörbe nach Karl Mai: Winnetou III (Senora Eulalia) – Regie: Olaf Hörbe (Landesbühnen Sachsen Radebeul – Felsenbühne Rathen)
- 2003: Thomas Brussig/ Leander Haußmann: Sonnenallee – Regie: Arne Retzlaff (Landesbühnen Sachsen Radebeul)
- 2006: Peter Shaffer: Amadeus – Regie: Arne Retzlaff (Landesbühnen Sachsen Radebeul)
- 2006: Heinrich von Kleist: Der zerbrochne Krug – Regie Alexander Stillmark (Landesbühnen Sachsen Radebeul)
- 2009: Heiner Müller: Die Umsiedlerin (Flinte 1) – Regie: Arne Retzlaff (Landesbühnen Sachsen Radebeul)
- 2010: Franz Wittenbrink: Sekretärinnen (Sekretärin) – Regie: Stephan Thiel (Landesbühnen Sachsen Radebeul)
- 2010: Molière: Der Geizige – Regie: Tom Quaas (Batzdorfer Hofkapelle)
- 2012: Friedrich Dürrenmatt: Der Besuch der alten Dame (Claire Zachanassian) – Regie: Evelyn Nagel (Badische Landesbühne Bruchsal)
- 2013: Marc Meyer: Wir sagen Du! Schatz – Regie: Carsten Ramm (Badische Landesbühne Bruchsal)
- 2014: Jan-Ferdinand Haas: Schwanensee in Stützstrümpfen (Dora) – Regie: Matthias Nagatis (Comödie Dresden)
- 2015: Lida Winiewicz: Paradiso (Martha) – Regie: Judith Kriebel (Badische Landesbühne Bruchsal)
- 2018: Jack Jacquine: Ein Mordssonntag (Helène) – Regie: Gerhard Printschitsch (TheaterNative C Cottbus)
- 2019: Laura Naumann: Mit freundlichen Grüßen eure Pandorra (Baubo) – Regie: Babett Grube (Staatsschauspiel Dresden)
- 2020: Stef Smith: Willkommen in der Matrix I (Girl in the Machine) – Regie: Arne Retzlaff (Theater MERIDIAN Dresden)
- 2020: Stefan Bachmann/Carmen Wolfram nach Thomas Mann: Der Zauberberg – Eine Visite (ältere Frau) – Regie: Daniela Löffner (Staatsschauspiel Dresden – Schauspielhaus)

### Regisseurin
- 1979: Joachim Witte: Mit dem Kopf durch die Wand – Regie mit Werner Gaertner (Arbeiterjugendtheater des VEB Bergmann-Borsig/Görlitzer Maschinenbau)
- 1984: Ludvig Holberg: Viel Geschrei und wenig Wolle – Regie mit Werner Gaertner (Arbeiterjugendtheater des VEB Bergmann-Borsig/Görlitzer Maschinenbau)

## Hörspiele
- 1998: Rolf Becker: Ach, Sie kennen Stanley Adler nicht? (Frau Kruse)  – Regie: Jürgen Dluzniewski (Kriminalhörspiel – MDR)
- 1998: Martha Grimes: Inspektor Jury lichtet den Nebel (Freddie) – Regie: Hans Gerd Krogmann (Kriminalhörspiel – MDR)

## Auszeichnungen
Ehrenmitglied am Gerhart-Hauptmann-Theater Görlitz-Zittau
- 1999: Sächsische Zeitung: Wahl zur Schauspielerin des Jahres für die Rolle der Mutter Wolfen im Biberpelz